# 빈찌
빈찌(베트남어: Vĩnh Trị / 永治 영치 / 1676년 ~ 1680년 10월)는 베트남 후 레 왕조(後黎朝) 희종(熙宗) 레 주이 깝(黎維祫)의 첫번째 연호이다.
- 찐 주 군주(섭정) : 찐딱(鄭柞)
- 응우옌 주 군주 : 응우옌 푹 떤(阮福瀕)
- 버우 주 군주 : 부꽁뚜언(武公俊)

## 개원
- 득응우옌(德元) 2년 6월 12일[1](그레고리력 1675년 8월 3일)에 연호를 빈찌(永治)로 정하고, 다음 해 1월 1일[2](그레고리력 1676년 2월 14일)에 개원함.[3][4][5]

- 빈찌(永治) 5년 10월 15일[6](그레고리력 1680년 11월 5일)에 연호를 찐호아(正和)로 개원함.[7][4]

## 연대 대조표
| 빈찌 | 서기 (西紀) | 간지 (干支) | 막 왕조 연호 (까오방 정권) | 응우옌 주 기년  | 청나라 연호     |
| 원년 | 1676년      | 병진 (丙辰) | 빈쓰엉(永昌) 16년          | 현주(賢主) 28년 | 강희(康熙) 15년 |
| 2년  | 1677년      | 정사 (丁巳) | 빈쓰엉 17년                | 현주 29년       | 강희 16년       |
| 3년  | 1678년      | 무오 (戊午) | 빈쓰엉 18년                | 현주 30년       | 강희 17년       |
| 4년  | 1679년      | 기미 (己未) | 빈쓰엉 19년                | 현주 31년       | 강희 18년       |
| 5년  | 1680년      | 경신 (庚申) | 빈쓰엉 20년                | 현주 32년       | 강희 19년       |

## 동시대 연호

### 베트남
막 왕조(莫朝)
- 빈쓰엉(永昌) (1661년 ~ 1680년)

### 중국
청(淸)
- 강희(康熙) (1662년 ~ 1722년)

동녕국(東寧國)
- 영력(永曆) (1661년 ~ 1683년)

오주(吳周)
- 소무(昭武) (1678년)
- 홍화(洪化) (1679년 ~ 1681년)

### 일본
- 엔포(延寶) (1673년 ~ 1681년)

## 같이 보기
- 다른 왕조의 같은 연호
  - 일본(日本) 에이지(永治, 1141년 ~ 1142년)

- 베트남의 연호